# Archéopass

## Musées et institutions membres du réseau
- Espace gallo-romain d'Ath ;
- Archéosite d'Aubechies ;
- Le Musée royal de Mariemont ;
- Le Musée d'archéologie de Tournai ;
- Le Musée archéologique de Namur ;
- L'Archéoparc de Malagne la gallo-romaine ;
- La Grotte Scladina à Sclayn ;
- La Maison du patrimoine médiéval mosan à Bouvignes ;
- Le Musée du Malgré-Tout à Treignes ;
- Le château de Poilvache ;
- Le Musée de la Porte de Tubize ;
- Le Musée communal de Nivelles ;
- Le Musée archéologique régional d'Orp-le-Grand ;
- L'Abbaye de Villers-la-Ville ;
- Le Musée communal herstalien d'archéologie et de folklore ;
- Le Préhistosite de Ramioul ;
- L'Archéoforum de Liège ;
- Le Musée de la poterie de Raeren ;
- L'Abbaye de Stavelot ;
- Le Musée et les ruines du Château de Logne;
- Le Musée régional d'archéologie et d'histoire de Visé ;
- Le Musée archéologique d'Arlon ;
- Le Musée des Mégalithes de Wéris ;
- Le Musée des Celtes de Libramont ;
- Le Musée de la Famenne ;
- Les Musées gaumais.